# Tabu

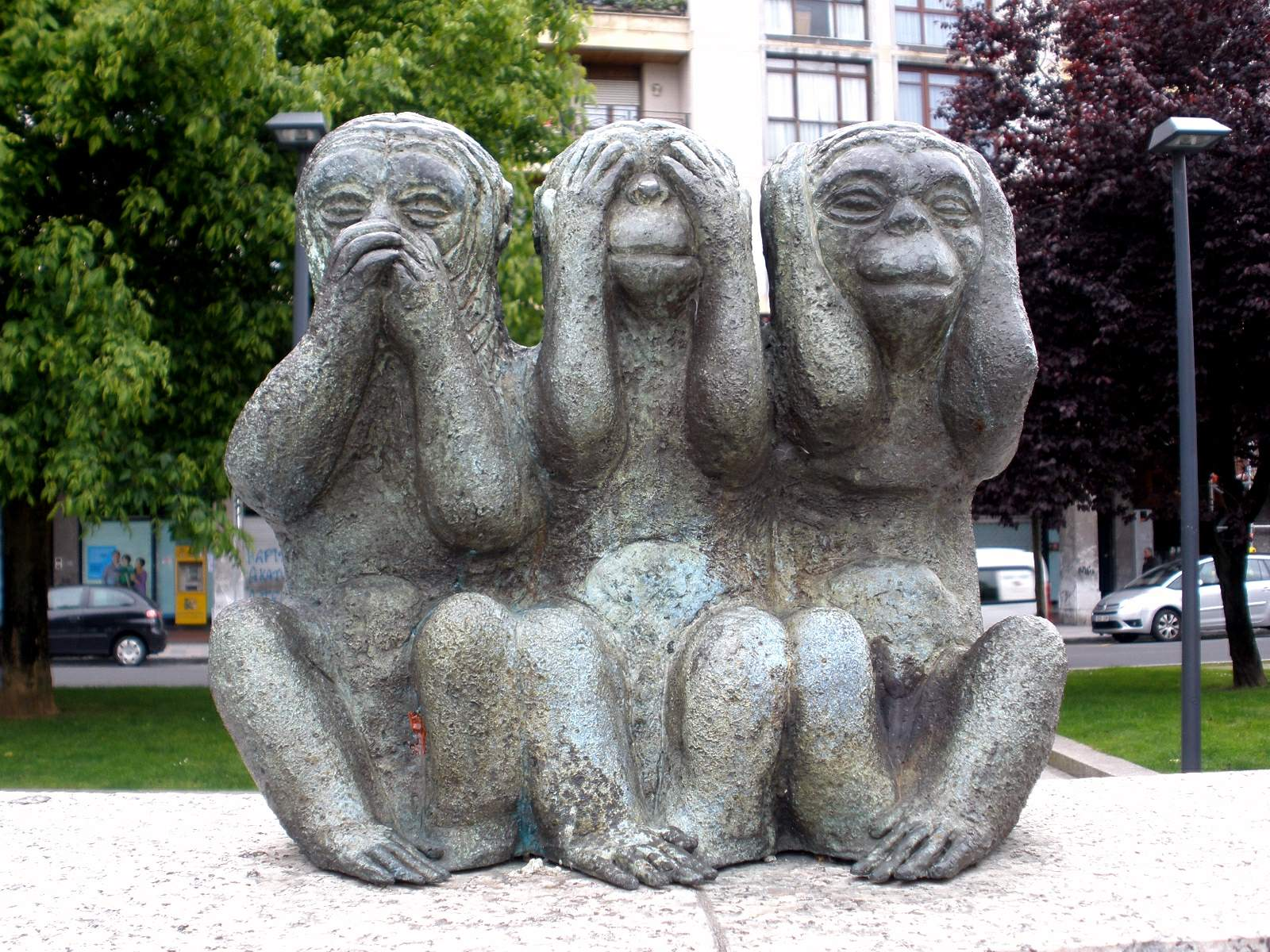
Die drei weisen Affen als Symbol des Tabus

Ein Tabu beruht auf einem stillschweigend praktizierten gesellschaftlichen Regelwerk bzw. einer kulturell überformten Übereinkunft, die bestimmte Verhaltensweisen auf elementare Weise gebietet oder verbietet. Tabus sind unhinterfragt, strikt, bedingungslos, sie sind universell und ubiquitär, sie sind mithin Bestandteil einer funktionierenden menschlichen Gesellschaft. Dabei bleiben Tabus als soziale Normen unausgesprochen oder werden allenfalls durch indirekte Thematisierung (z. B. Ironie) oder beredtes Schweigen angedeutet: Insofern ist das mit Tabu Belegte jeglicher rationalen Begründung und Kritik entzogen. Gerade auf Grund ihres stillschweigenden, impliziten Charakters unterscheiden sich Tabus von den ausdrücklichen Verboten mit formalen Strafen aus dem Bereich kodifizierter Gesetze. Nahezu alle Lebewesen, Gegenstände oder Situationen, die ins menschliche Blickfeld rücken, können tabuisiert werden. Tabus können sich beziehen auf Wörter, Dinge (z. B. Nahrungstabu), Handlungen (z. B. Inzesttabu), Konfliktthemen, auf Pflanzen und Tiere, auf die Nutzung von Ressourcen (siehe Tapu), auf einzelne Menschen oder soziale Gruppen.
Die Begriffe 'Tabu' und Political Correctness haben eine Schnittmenge; sie sind nicht leicht voneinander abzugrenzen.

## Wortherkunft

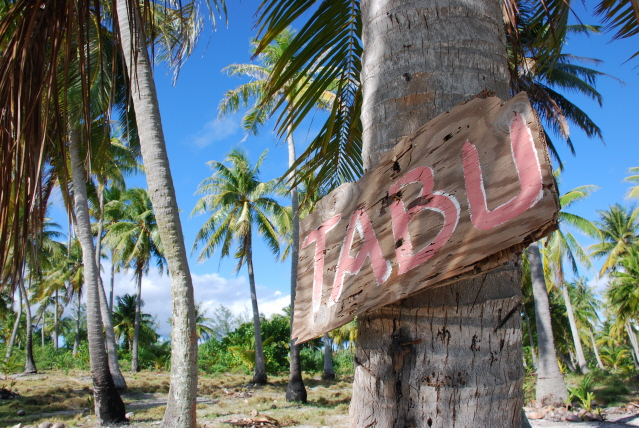
Tabu als Schild: „Durchgang verboten“ in Bora Bora

Der Begriff „Tabu“ stammt aus dem Sprachraum Polynesiens und ist aus dem Wort „tapu“ abgeleitet. Tabu als Begriff fand Anfang des 20. Jahrhunderts weitgehend Eingang in die deutsche Sprache, und zwar sowohl als Adjektiv („etwas ist tabu“) als auch als Substantiv („etwas ist ein Tabu“). Als Eigenschaftswort bezeichnet tabu einen Zustand, der mit „unverletzlich“, „heilig“, „unberührbar“ beschrieben werden kann: Tabuisierte Dinge – so die religiöse Vorstellung der Polynesier – müssten streng gemieden werden, da sie gefährliche Kräfte besäßen. Auf den Tonga-Inseln bedeutet tabu oder tapu ursprünglich „unter Verbot stehend“, „nicht erlaubt“. In seinem heutigen Gebrauch heißt das Wort auf Tonga „heilig“, „geheiligt“, aber durchaus auch in dem Sinn von „eingeschränkt“ oder „durch Sitte und Gesetz geschützt“. Beispielsweise wird die Hauptinsel des Königreiches Tonga Tongatapu genannt, was hier eher „heiliger Süden“ bedeutet als „verbotener Süden“. Auf Timor gibt es mit „Lulik“ ein vergleichbares Konzept.
Bereits Ende des 18. Jahrhunderts brachte der mit James Cook umherreisende Georg Forster das Wort tapu = Gebot zu meiden nach Europa. Als der englische Forscher und Seefahrer Cook 1777 Tonga entdeckte, nannte er den Archipel „die freundlichen Inseln“. Über die Bewohner Tongas schrieb er:

„Keiner von ihnen wollte sich hinsetzen oder auch nur ein Stück von irgend etwas essen ... Als ich mein Erstaunen zeigte, erklärten sie, sie seien alle tabu: Dieses Wort habe eine sehr komplexe Bedeutung: Aber es heiße im allgemeinen, dass etwas verboten sei. Wenn etwas nicht gegessen und benutzt werden darf, sagen sie, das ist tabu.“

Andere Quellen führen den Ausdruck auf das auch in der Fidschi-Sprache existierende Wort tabu zurück. Laut Auskunft einiger Einwohner der Salomon-Inseln existiere auch in ihrer Sprache das Wort tabu (ausgesprochen „tam-bu“), was „heilig“ bedeutet. Das Wort bezieht sich auf Orte im Busch, wo heilige Geister wohnen. Gewöhnlich ist eine solche Stelle markiert mit einem Gegenstand, einer großen Muschel oder einem geschnitzten Stein. Solche Gegenden dürfen so lange nicht gestört oder betreten werden, bis eine Erlösungs-Zeremonie stattfindet. Bei den Mono Alu (Shortland, Salomon-Inseln) bezieht sich tabu auf diejenigen Totemtiere, die von den Clanmitgliedern nicht verspeist werden dürfen.

## Begriffsdefinitionen

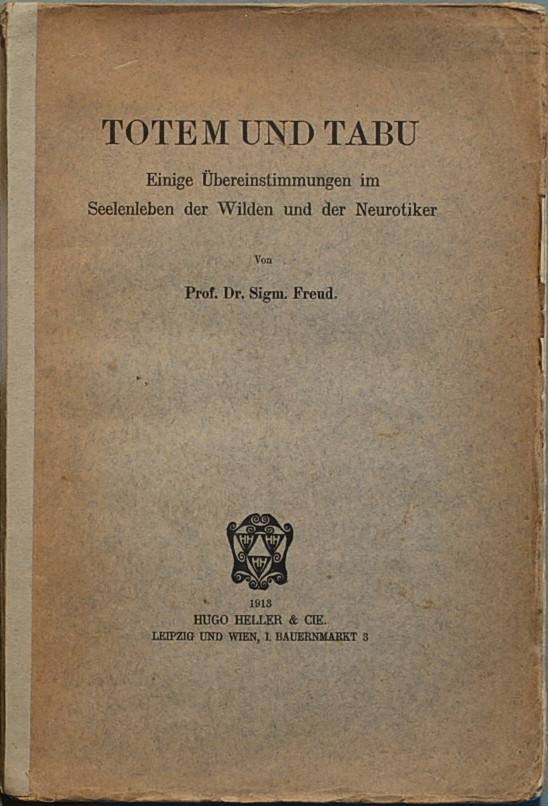
Original-Broschur des Erstdrucks 1913

Eine Definition des Tabu-Begriffs gab Sigmund Freud in seinem grundlegenden Werk Totem und Tabu:

„Die Tabuverbote entbehren jeder Begründung, sie sind unbekannter Herkunft; für uns unverständlich, erscheinen sie jenen selbstverständlich, die unter ihrer Herrschaft leben.“

 Und weiter:

„»Wer ein Tabu übertreten hat, der ist dadurch selbst tabu geworden ...« Gewisse Gefahren, die aus der Verletzung eines Tabu entstehen, können durch Bußhandlungen und Reinigungszeremonien beschworen werden.“

Entsprechend ist ein Tabu etwas zutiefst Verbotenes, steht aber auch für etwas Unausgesprochenes, ja Unaussprechliches, das weit über eine Einschränkung durch vernünftige Verhaltensformen (Sitte oder Gesetz) hinausgehen kann. Wir haben es vielmehr zu tun mit Scheubarkeitsschranken, die aus vorrationalen, instinktiven und/oder religiösen Haltungen des Abscheus oder auch der Ehrfurcht herrühren: Ursächlich aus einer Haltung heraus, die in einem einzigen, mit Tabu belegten Objekt zwei scheinbar gegensätzliche Aspekte, das extrem Reine und Heilige ebenso wie das Unreine bzw. das zu Meidende, gleichermaßen wahrnimmt. Jedenfalls zeigt sich eine fundamental empfundene Distanznahme, die – aus oft konkret erlebten kollektiven Erfahrungen der Gefährdung heraus – kulturell vermittelt wird (vgl. Essbares – nicht Essbares, Rituale um Geburt, Hochzeit, Krankheit, Sterben und Tod). Tabuistischem Verhalten am nächsten kommt vielleicht der ins Lateinische übersetzte Ausspruch Jesu Noli me tangere nach der Auferstehung an Maria Magdalena (Evangelium nach Johannes 20,17), er heißt übersetzt „Rühre mich nicht an“ oder „Berühre mich nicht“: Hier geht es um die Reinheit des Jenseitigen oder auch des mit dem Sterben Kontaminierten, aber zugleich auch des Geheiligten einerseits und um den Schutz der Diesseitigen vor dem Numinosum andererseits. Tabu ist immer in der Wechselseitigkeit ambivalenter Bezüge zu sehen. Tabuistisches Verhalten entspricht den kulturell erworbenen Techniken der Überbrückung einer gesamtgesellschaftlich wahrgenommenen Spannung zwischen Begrenzung und Grenzüberschreitung.
Wer in einer Welt von Verboten lebt, deren Sinn rational nachvollziehbar ist (z. B. Verbot der Euthanasie oder der Wahrung der Totenruhe), dem mag es schwer fallen, Normen als sinnvoll hinzunehmen, die einem unausgesprochenen, vorrationalen Bereich entstammen, also Tabus sind. Faktisch ist das mit „Mana“ versehene Objekt oder Lebewesen unbegreiflich und unangreifbar. Vermutlich ist es ganz zentral der mit dem Stigma „Sterben“ und „Tod“ versehene Mensch, der ursächlich allgemeines Tabu-Empfinden auslöst – eine Haltung, die sich sekundär auf andere, als befremdlich erscheinende Lebewesen oder Dinge erstreckt. Aufgrund seiner Ähnlichkeit mit den noch Lebenden wird der plötzlich unwiderruflich andersartig gewordene Leichnam in allen Kulturen als das tabu-trächtigste Phänomen überhaupt erlebt, zeigt er doch mit seiner Körperlichkeit Reste seiner anthropomorphen Existenz, aber zugleich bereits Gefährdung durch Zerfall und Vergänglichkeit auf. Der verstorbene Mensch ist tabu schlechthin. Vermutlich entspricht tabuistisches Empfinden – ebenso wie auch das Bedürfnis nach Religiosität und Gesetzmäßigkeit – einem Bollwerk gegen ein existenziell wahrgenommenes Chaos: Tabus sollen magischen Schutz bieten gegen jeglichen Einbruch in bestehende und lebenserhaltende Ordnung. Sterben und die Sterblichkeit zeigen existenzielle Gefährdung auf, Totsein ist das Tabu par excellence. Der Tote selbst ist, da er sich nicht vernehmen lässt, auch nicht ansprechbar, hörbar, sichtbar, berührbar. Nach vorrationaler Logik ist es darum auch „unmöglich“, den Tod anzusprechen, zu sehen, zu hören, greifen, oder in anderer Weise haptisch die „andere Welt“ zu erkennen. Unerlaubte Kontaktaufnahme mit dem Verstorbenen käme einem Übergriff in die Welt des „Ganz Anderen“ und „Numinosen“ (Rudolf Otto), des Heiligen, des Jenseitigen usw. gleich, in eine Anderswelt also, welche zwar die Welt der Lebenden übermächtig beeinflusst, welche aber die Menschen normalerweise nicht tangieren dürfen: Möglicherweise unkontrollierbare magisch wirkende Mächte müssen gebannt bleiben. Analog zu einem streng ritualisierten Verhalten gegenüber Verstorbenen sind es darum die Sprach-, Sicht-, Handlungs- und Berührungstabus, die den unterschiedlichsten Lebensthemen anhaften, wenn sie nur den Geruch einer Störung des kulturspezifischen Lebensrhythmus vermitteln.

## Tabu-Verhalten
Kennzeichnend für Tabu-Verhalten sind folgende Merkmale:
1. Auslöser für tabuistische Vorkehrungsmaßnahmen ist ein Spektrum von Wahrnehmungen, das von Ehrfurcht und Scheu über Angst und Panik bis hin zum Ekel reichen kann.
2. Aufgrund dieses sehr existenziell erfahrenen Erlebens stehen Tabus in engem Zusammenhang mit Körperlichkeit und Sinneswahrnehmung. Entsprechend unterscheidet die volkskundliche/ethnologische Forschung zwischen Sprech-, Sicht-, Berührungs- und Handlungstabus.
3. Tabus beruhen auf gesellschaftlich – überwiegend nonverbal – vereinbartem Verhalten und funktionieren auch nur im synergetischen Erleben einer Bezugsgruppe.
4. Tabus schränken den Aktionsradius der Individuen einer von entsprechenden Verhaltensnormen betroffenen Gesellschaft ein – sowohl in „logischer“ als auch in „unlogischer“ Weise.

Gesamtgesellschaftliches Tabu-Verhalten manifestiert sich in Korrelation zu tiefer liegenden Glaubensschichten, die sich aus eher angstbesetzten, magischen, animistischen oder dämonischen Vorstellungen heraus ergeben: Mit Tabu belegte Handlungen unterliegen stillschweigenden Übereinkünften, die tiefer in das allgemeine Verhalten eingreifen als sprachlich sanktionierte Verhaltenscodices von Gesetz und offiziell vermittelter Religion. Jenseits des kodifizierten Rechts gewährleisten Tabus eine nahezu maximale Übereinstimmung auf einer bestimmten Ebene des Verhaltens und Handelns einer sozialen Gruppe; dennoch ermöglichen sie einigen Wenigen, die sozusagen über die Einhaltung von Tabus „wachen“, enormen Einfluss: Das sind in der Regel mit besonderer charismatischer Kompetenz versehene, oft eigens ernannte oder geweihte, sakrosankte und jedenfalls mit der Wirkung von Ritualen vertraute Personen (Zauberer, Medizinmänner, Priesterinnen, Belegärzte, Chefärzte, Kaiserinnen, Staatsoberhäupter u. a. m.). Tabus stabilisieren das Machtgefüge einer Gesellschaft, indem sie mit der existenziell empfundenen Strafangst ihre Angehörigen manipuliert. Tabus sind ubiquitär: Tatsächlich existiert keine Gesellschaft ohne Tabus.

## Ethnologie

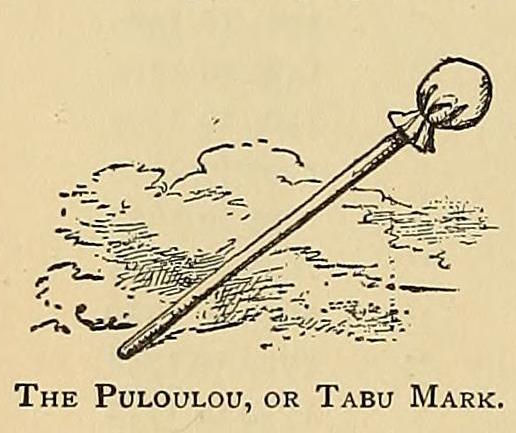
Pūloʻuloʻu symbolisieren in Hawaiʻi das kapu der Adligen und werden auch im Siegel gezeigt.

In der Vorstellungswelt etlicher indigener Volksgruppen (beispielsweise in Polynesien) gelten die Person des Stammesführers, aber auch Begräbnisplätze, Kultstätten, manche Naturschauplätze etc. als „tabu“. In Ozeanien ist der tabuisierte Bereich mit Mana, also mit „magischer Energie“ behaftet. Tabu und Mana sind vorgestellte Qualitäten, die nicht nur unsichtbar existent sein, sondern auch wirken, ja sogar extrem wirksam sein können.
Tabu können grundsätzlich Personen, Lebewesen, Dinge und auch jede beliebige – mit entsprechenden Glaubensvorstellungen behaftete – Örtlichkeit sein: ein Baum, eine verlassene Wohnung, ja ein einzelnes Besitzstück: Diese Bereiche sind vor Annäherung, Berührung oder Wegnahme zu schützen. Aus kollektiv wahrgenommenem, tabuistischem Empfinden heraus entstehen magische Schutzrituale: Solchermaßen stigmatisierte (mit „mana“ behaftete) Bereiche werden in Polynesien zum Beispiel mit einem einfachen Faden umgrenzt oder eingebunden. Die Angehörigen der gleichen Ethnie sind überzeugt, dass bei Verletzung dieses Fadens alle Übel, die der Knotenschürzer hineingeknüpft hatte, über solchen Schadenzauber (schwarze Magie) unfehlbar auf sie fallen würden.
Tabuvorstellungen erzeugen solche und auch eine Vielzahl anderer Sicherungsmaßnahmen bei den verschiedensten Völkern überall auf der Welt: Man denke nur an die verschiedensten Praktiken aus weißer oder schwarzer Magie, in Anlehnung daran an den in Westafrika und den Nachfahren der Sklaven in der Karibik sehr lebendigen Voodoo-Zauber.
Weitere Beispiele: Tabus können sich auch auf bestimmte Nahrungsmittel beziehen, dergestalt, dass es zum Beispiel einer Sippe nicht erlaubt ist, ihr Totemtier zu jagen oder zu essen. Marginalisierte Gruppen kannten darüber hinaus häufig etliche ethnoreligiös begründete Jagdtabus, die dafür sorgen sollten, die Wildbestände zu schonen. Sehr weitreichend galt das zum Beispiel für die Aché Paraguays. In Afrika existieren spezielle, teils sehr weitreichende Nahrungstabus für schwangere Frauen, in abgeschwächter Form findet es sich in allen Gesellschaften. Diese können zum Beispiel wie die jüdischen Speisegesetze oder das Fasten (Ramadan, Passionszeit, Verbot von Schweinefleisch in Judentum und Islam) religiös motiviert sein, sich aber auch an beliebigen Traditionen und ethischen wie moralischen Einflussfaktoren orientieren. In Deutschland ist das Verspeisen von Hunde- und Katzenfleisch weitgehend tabu, in der Volksrepublik China dagegen der Verzehr von Kaninchen und in Nordamerika wiederum der Genuss von Pferdefleisch. Unter ein in nahezu allen Gesellschaften umfassendes Tabu fällt auch der Kannibalismus oder auch das Inzesttabu.
In polynesischen, aber auch anderen Gesellschaften kann es ein Tabu sein, den Namen der angeheirateten Verwandten oder kürzlich Verstorbener auszusprechen. Für die volkskundliche / ethnologische Forschung handelt es sich dann um ein Sprechverbot (wie es rund um den Erdball häufig auch in Volkserzählungen – Sagen und Märchen – erscheint), daneben gibt es auch Sichttabus, Berührungstabus und Handlungstabus. Festzustellen ist der auffallend körperliche Bezug von Tabus, speziell auch die Sinnesorgane betreffend. Tatsächlich sind Tabus sinnlich-konkret repräsentiert, sie äußern sich über alle Wahrnehmungskanäle (sehen, hören, fühlen, schmecken und riechen).
Gesellschaftliche Veränderungen werden häufig durch Tabubruch erzeugt: Jede Revolution hat ihre Tabus brechenden Protagonisten und Märtyrer. Die verbale Missachtung von Tabus dient in vielen Kulturen als Anknüpfungspunkt für Witze und Schimpfwörter: Die unübliche, direkte Erwähnung eines Tabus erzeugt erzählerisch wirksame Spannung in der Zuhörerschaft. Tabubrüche können Ängste durchbrechen und den Tabugegenstand entmystifizieren. Manche Märchen enthalten die Botschaft, dass Helden durch das Übertreten von Verboten zwar in Gefahr geraten, diese aber meist erfolgreich überstehen.

## Soziologie, Sozialpsychologie
Der Begriff „Tabu“ ist aus soziologischer und sozialpsychologischer Sicht von besonderer Bedeutung. Tabus schützen ein Thema vor dem Diskurs in einer Gruppe, Gemeinschaft oder Gesellschaft: „Darüber spricht man nicht!“. Dem Thema wird kein Platz, kein „Ort“ im öffentlichen „Raum“ des Bezugssystems gewährt, es kommt in der öffentlichen Meinung nicht vor.
Je mehr Mitglieder des Bezugssystems sich an dieser Form der Ausgrenzung eines Themas beteiligen, desto mehr „Macht“ hat das Tabu über den Einzelnen. Kollektive Verdrängungsmechanismen werden wirksam („Das darfst du noch nicht einmal denken!“). Diese starke emotionale Aufladung ist der Grund dafür, dass „die direkte Erwähnung eines Tabus eine Spannung im Zuhörer erzeugt“ (siehe oben).
Gemeinsame Tabus stabilisieren die Bezugssysteme von Menschen, insbesondere aufgrund ihrer gemeinschaftlich erfahrenen emotionalen Aufladung. Mitglieder, die einen Tabubruch wagen, sind daher in der Regel schweren Sanktionen bis hin zum Ausschluss aus der Gemeinschaft ausgesetzt. Andererseits entlasten diese gesellschaftlich ausgegrenzten Personen sozusagen „pars pro toto“ die Gesamtgesellschaft, sie machen ihre „dunkle“ Seite deutlich und stellen sich als ein von der Bezugsgruppe immer wieder gewolltes, ja notwendiges „Opfer“ zur Verfügung: In ihren zugewiesenen Rollen als Märtyrer, als Außenseiter usw., der nun seinerseits tabuisiert wird: Das Opferlamm, das die Schuld der Menschheit trägt – ein nicht nur biblisches Menschheitsthema. Wenn allerdings der Zusammenhalt des Bezugssystems aus anderen Gründen gefährdet ist, werden wiederholte Tabubrüche die Gruppe nicht mehr stabilisieren, sondern die Übertretungen machen das Bezugssystem unglaubwürdig und beschleunigen seinen Niedergang.
Tabubruch gilt in der Regel als verabscheuungswürdig. Doch sind Tabus und gesetzliche Vorschriften nicht immer identisch. Einige Tabu-Handlungen oder tabuistische Gebräuche sind gesetzlich verboten und Übertretungen führen dann zu schweren Strafen.

## Tabuthemen
Als „Tabuthema“ wird ein Thema bezeichnet, das nicht oder nur eingeschränkt öffentlich thematisiert wird. Oft handelt es sich dabei um Gebiete, die wunde Punkte einer Gesellschaft berühren.
Auch wenn heute in westlichen Ländern vielfach von einer „Gesellschaft ohne Tabus“ gesprochen wird, gibt es auch hier wie in jeder Gesellschaft Tabuthemen, die insbesondere bestimmte Zustände der Körperlichkeit ansprechen, z. B. Sexualität, Pubertät, Krankheit, Stuhlgang und Intimreinigung, Alter und Tod. Ein bedeutender Tabu-Bereich in manchen westlichen Gesellschaften sind die eigenen persönlichen oder finanziellen Verhältnisse. In manchen Ländern, in denen die Heirat zwischen Cousinen und Cousins verbreitet ist, ist es tabu, über Folgen für Kinder aus solchen Verbindungen (Erbkrankheiten) zu reden.
Tabus gibt es in den verschiedensten Bereichen wie beispielsweise der Nahrung (Nahrungstabu), der Sprache (Sprachtabu oder Euphemismus) oder mit einem Tabu belegte Areale (Tabuzone). Im Bereich der Politik gibt es Standpunkte, die tabu sind wie beispielsweise die Diskriminierung von Minderheiten.
Politische Korrektheit nennt man kritisch einen Sprachgebrauch (z. B. Wortwahl), der durch eine besondere Sensibilisierung gegenüber Minderheiten gekennzeichnet ist und sich der Anti-Diskriminierung verpflichtet fühlt.
Ein Fauxpas (französisch für „Fehltritt“) ähnelt einem Tabubruch.
Ein Tabu ist etwas anderes als ein No-Go oder ein ausdrückliches Verbot.
Eine Übersicht von modernen Tabuthemen stellte die Wochenzeitung Die Zeit im April 2010 in einem ausführlichen Artikel zusammen.

## Beispiele nach Ländern

### Deutschland

#### Bundesrepublik
- Der Umgang der Medien mit der AfD[14] und die Wahl von Thomas Kemmerich am 5. Februar 2020 mit Stimmen von FDP, CDU und AfD zum Thüringer Ministerpräsidenten wurden von vielen Medien, Historikern, Politologen, Politikern[15][16][17] sowie dem Zentralrat der Juden[18] als „Tabubruch“ bezeichnet.
- Die Darstellung von Homosexualität im deutschen Fernsehen war lange Zeit ein Tabuthema.

- Die Diskussion um die Legitimität der Kirchensteuer in der säkularen deutschen Republik galt bis in die 1990er-Jahre hinein als ein politisches Tabu.[19] Spätestens seit 1969 begann dieses Tabu zu wanken.[20]

#### DDR
- In der DDR waren Forschungen zur Flucht und Vertreibung Deutscher aus Mittel- und Osteuropa 1945 bis 1950 mit Rücksicht auf die Sowjetunion und die sozialistischen Bruderstaaten vollkommen tabu. Eine bahnbrechende Verletzung dieses Tabus war der Roman „Kindheitsmuster“ von Christa Wolf, der 1976 erschien.[21]

### Frankreich
- In Frankreich, speziell im französischen Staatsapparat, galt es lange als tabu, von „Algerienkrieg“ (Guerre d’Algérie) zu sprechen. Dieser fand von 1954 bis 1962 statt und endete mit einem Sieg der Algerier gegen Frankreich, das Algerien lange Zeit als Kolonialmacht besetzt hatte. Vielmehr sprach man euphemistisch von „événements d’Algérie“ (etwa: Ereignisse in Algerien). Am 18. Oktober 1999 wurde ein Gesetz verabschiedet, das den Terminus ‚Guerre d’Algérie‘ offiziell erlaubt.[22] Eine nennenswerte gesellschaftliche Debatte über den massiven systematischen Einsatz von Folter, illegale Hinrichtungen und weitere französische Kriegsverbrechen an Algeriern während dieses Krieges (siehe dazu Französische Doktrin) fand erst in den Jahren 2000 bis 2002 statt.[23]

### Norwegen
- In Norwegen war es von 1945 bis etwa 1980 tabu, darüber zu sprechen, wie Norweger nach dem Zweiten Weltkrieg mit über 10.000 Tyskerbarn (Kindern zwischen deutschstämmigen Besatzungssoldaten und Norwegerinnen) und ihren Müttern seit 1945 umgegangen waren. Etwa 8.000 dieser Besatzungskinder wurden im Rahmen des Lebensborn-Programmes gezeugt und geboren.

### Österreich
- Die meisten Österreicher betrachteten bis nach dem Fall der Mauer (1989) Österreich als ein Opfer des Nationalsozialismus, weil das NS-Regime Österreich im März 1938 annektiert hatte („Anschluss Österreichs“). Dass es zuvor einen Austrofaschismus gab, ignorierten viele.
- Kurt Waldheim, österreichischer Bundespräsident von 1986 bis 1992, war Gegenstand der Waldheim-Affäre; diese trug dazu bei, das Tabu zu brechen, Österreich sei nur Opfer und Österreicher seien keine NS-Täter gewesen.[24]

- Auch in österreichischen Institutionen bestand dieses Tabu. Zum Beispiel machte die ÖBB (Österreichische Bundesbahnen) erst im Juni 2012 die erste Ausstellung zu diesem Thema (Titel: Verdrängte Jahre – Eisenbahn und Nationalsozialismus in Österreich 1938–1945).[25][26]

- Bundeskanzler Franz Vranitzky trug maßgeblich zur Auflösung dieses Tabus bei: Am 8. Juli 1991 nahm er im Nationalrat die positive Einschätzung der „ordentlichen Beschäftigungspolitik“ des Nationalsozialismus durch den Kärntner Landeshauptmann und FPÖ-Vorsitzenden Jörg Haider zum Anlass für eine ausführliche Reflexion über die Rolle Österreichs im veränderten Europa vor dem Hintergrund der Geschichte.[27]
- Am 9. Juni 1993 hielt Vranitzky anlässlich seiner Israel-Reise eine Rede an der Hebräischen Universität Jerusalem und bat die Opfer der österreichischen Täter im Namen der Republik um Verzeihung.[24]
- Am 15. November 1994 hielt Bundespräsident Thomas Klestil als erster Präsident der Republik Österreich eine Rede vor der Knesset, in der er von einem „schweren Erbe der Geschichte, zu dem auch wir Österreicher uns bekennen müssen“ spricht.
- 1998 setzte die Republik Österreich eine Historikerkommission ein. Sie legte am 24. Februar 2003 ihren Abschlussbericht vor.
- Am 26. Oktober 2000 wurde das von Simon Wiesenthal initiierte Holocaust-Denkmal am Judenplatz in Wien eröffnet.

### Sowjetunion
- Im Ostblock war es bis zu Glasnost, Perestroika und zum Fall des Kommunismus tabu, über Verbrechen der Roten Armee im Zweiten Weltkrieg und danach zu sprechen oder zu schreiben.

- Zu Beginn des Prager Frühlings (1967/68) ging der Journalist und Romanautor Ludvík Vaculík hart mit dem Herrschaftssystem in der Tschechoslowakei ins Gericht und brach so zahlreiche Tabus.[28]

- Es gab Zensurbehörden (Glawlit, Militärzensur) (→Zensur in der Sowjetunion); sie übten Überwachungsdruck aus. Viele Autoren praktizierten Selbstzensur (vorauseilender Gehorsam). Bis etwa 1987 gab es Samisdat- und Tamisdat-Literatur; dort brachen Autoren Tabus bzw. schrieben Dinge, die sie sonst nicht schreiben durften.

- Zivilcourage brachte den Mutigen oft lange Haftstrafen ein (siehe zum Beispiel Charta 77).

### Syrien
- In Syrien war es nicht ausdrücklich verboten, vom Massaker von Hama zu sprechen; es galt gleichwohl in der syrischen Bevölkerung als Tabu, bis Demonstranten während des Arabischen Frühlings 2012 das Thema bei ihren Protestmärschen aufgriffen.[29]

### Türkei
- In der Türkei ist es immer noch tabu und war es lange Zeit strafbar, über den Völkermord an den Armeniern (Anfang des 20. Jahrhunderts) zu sprechen. Zwar werden die entsprechenden Ereignisse als solche im Wesentlichen nicht abgestritten, wohl aber vehement, dass sie in ihrer Gesamtheit Völkermord waren.

### USA
- In den USA taucht in keinem Lebenslauf eines Staatsbediensteten, in keinem Bewerbungsverfahren die Information auf, welche Konfession ein Bewerber hat. Es ist für den Arbeitgeber tabu, danach zu fragen, und für den Bewerber, diese Information zu geben, denn Religion ist Privatsache (Näheres hier). „… das Thematisierungsverbot ist Amerikas Rezept, um den Anschein zu wahren, dass wirklich keine Rolle spielt, was gemäß dem Anspruch des säkularen Staats keine Rolle spielen darf.“[30]

- In der US-Army galt bis Dezember 2010 der Grundsatz Don’t ask, don’t tell. Seine Praktizierung machte es für homosexuelle Mitglieder der US-Army tabu, sich zu outen.

## Beispiele nach Themen

### Beschneidung
Stephan J. Kramer (Generalsekretär des Zentralrates der Juden in Deutschland und Leiter des Berliner Büros des European Jewish Congress) sagte im Oktober 2012, die Beschneidung von männlichen Neugeborenen am achten Tag nach ihrer Geburt dürfe kein Tabu im Judentum sein.

### Kartelle, Kartellgebäude
Nach dem Zweiten Weltkrieg wurden Wirtschaftskartelle verboten und kriminalisiert. Vorher waren diese unternehmerischen Zusammenschlüsse legal und öffentlich erkennbar gewesen. Besonders in den 1930er und frühen 1940er Jahren waren sie sogar Instrumente staatlicher Wirtschaftspolitik gewesen. Die (tatsächlich schädlichen) heutigen Frühstückskartelle, die verschwiegen arbeiten (müssen) und vor allem die Preise hochtreiben, wurden bedenkenlos mit ihren nützlicheren Vorgängern, die Absatz und Produktion vielfältig rationalisiert hatten, in einen Topf geworfen. Über Kartelle allgemein soll nicht positiv gesprochen werden; der herrschende Umgang mit Kartellen gilt kritischen Historikern als „Ungereimtheit“ bis hin zu „Rufmord“. Auffällig ist, dass die zum Teil stattlichen Gebäude von früheren Groß-Kartellen, meist Syndikaten mit gemeinsamer Absatzverwaltung, in keinem Fall wegen ihrer besonderen Herkunft unter Denkmalschutz gestellt wurden. Das Essener Ruhrkohlehaus wurde stillschweigend abgerissen; das Walzstahlhaus und der Stahlhof in Düsseldorf stehen zwar unter Denkmalschutz, aber ohne eine erläuternde Ausschilderung als ehemalige Kartellgebäude.

### Prostitution
Für viele Prostituierte ist es ein Tabu, ihrem privaten Umfeld zu sagen, dass sie als Prostituierte arbeiten. Für Eltern von Prostituierten kann es ein Tabu sein, anderen zu sagen, womit ihre Tochter oder ihr Sohn den Lebensunterhalt verdient. Auch Freier bekennen sich in der Regel nicht dazu, den Dienst von Prostituierten in Anspruch zu nehmen; dies gilt in besonderem Maße innerhalb der Partnerschaft. In zweifacher Hinsicht tabubehaftet ist das Thema Prostitution im Kontext körperlicher Behinderung und altersbedingter Einschränkungen. Alternative Begriffe wie Surrogatpartnerschaft, Sexualbegleitung oder Sexualassistenz können als Ansätze verstanden werden, Sexarbeit in diesem Bereich positiv zu besetzen und außerhalb des Tabubereichs zu etablieren.

### Theaterskandale
Viele Theaterskandale gelten als solche, weil sie an gesellschaftliche, moralische, religiöse oder künstlerische Tabus rühren. Es kommt dabei zu Missfallenskundgebungen, Protesten oder sogar Tätlichkeiten im Zuschauerraum, gelegentlich auch zu Zeitungskampagnen oder politischen Konsequenzen bis hin zu Zensur oder Verbot.